# GameStop
GameStop és un distribuïdor minorista estatunidenc d'electrònica de consum i videojocs. La companyia té la seva base d'operacions a Grapevine, Texas, un suburbi de Dallas, i operava 5.509 botigues minoristes arreu dels Estats Units, el Canadà, Austràlia, Nova Zelanda i Europa, a data de l'1 de febrer de 2020. Les marques de botigues minoristes que operen sota el paraigües de GameStop són: EB Games, ThinkGeek i Micromania-Zing.
A més dels punts de venda, GameStop també té Game Informer (una revista de videojocs).
GameStop ha estat objecte de crítica durant anys per les seves polítiques d'empresa. Durant la pandèmia per coronavirus, la companyia va ser criticada per mantenir les seves botigues obertes al públic; una decisió que es va revertir el mes següent en resposta a la informació de retorn negativa.
El gener de 2021, va esdevenir-se el conegut com a "cas GameStop", un fenomen de liquidació forçosa de posicions curtes que va provocar un augment del 1500 % en el preu de les accions de la societat en el transcurs de dues setmanes, aconseguint un màxim intradiari històric de 483 dòlars el 28 de gener de 2021 a la Borsa de Nova York. Part d'aquest efecte es va atribuir a un esforç coordinat des d'una subcomunitat de Reddit anomenada "r/wallstreetbets". Un salt posterior en les operacions fora d'horari es va desencadenar, després que Elon Musk va tuitar "Gamestonk!", en referència a la comunitat de Reddit que va inflar el preu de les accions. Matt Levine, comentarista de Bloomberg News, ha comparat la situació amb el short squeeze de 2012 en el qual la Comissió de Borsa i Valors va acusar Philip Falcone.